# 比松库尔
比松库尔（法語：Buissoncourt，法語發音：[bɥisɔ̃kuʁ]）是法国默尔特-摩泽尔省的一个市镇，属于南锡区。

## 地理
比松库尔（48°40'37"N, 6°20'39"E）面积6.91 平方千米，位于法国大東部大區默尔特-摩泽尔省，该省份为法国东北部内陆省份，是洛林的一部分，北邻比利时、卢森堡，北起顺时针与摩泽尔省、下莱茵省、孚日省和默兹省接壤。
与比松库尔接壤的市镇（或旧市镇、城区）包括：塞尔维尔、阿罗库尔、勒农库尔、雷梅雷维尔、瓦朗热维尔、沃莱讷苏萨芒斯。

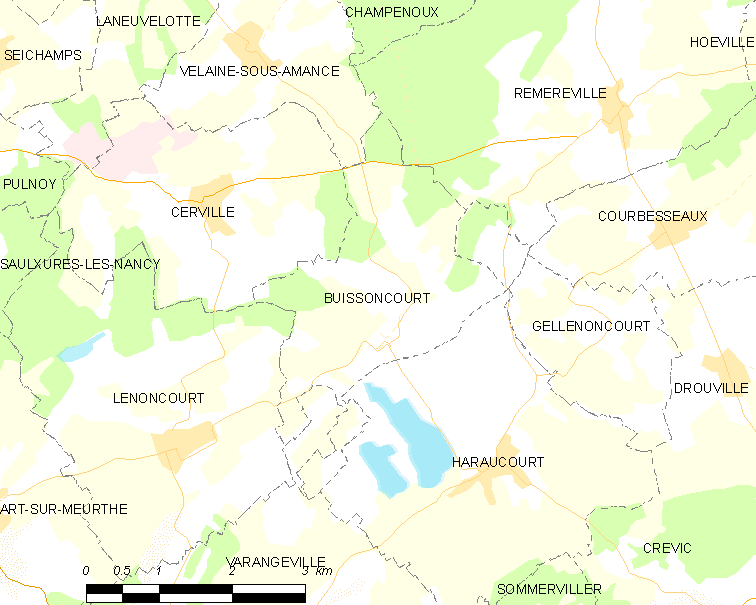
比松库尔的OSM定位图

比松库尔的时区为UTC+01:00、UTC+02:00（夏令时）。

## 行政
比松库尔的邮政编码为54110，INSEE市镇编码为54104。

## 政治
比松库尔所属的省级选区为格朗库罗内县。

## 人口

1962-2008年间比松库尔人口变化图示

比松库尔于2022年1月1日时的人口数量为258人。